# Eugène-Jules Rochard
Eugène-Jules Rochard, francoski general, * 22. junij 1879, Argenton-les-Vallées, † 5. april 1959, Le Havre.